# Dieter Schneider (Liedtexter)
Dieter Schneider (* 10. März 1937 in Berlin; † 22. September 2023 ebenda) war ein deutscher Lied- und Schlagertextdichter.

## Biografie
Nach Schulzeit, Abitur und Volontärarbeiten bei Presse, Rundfunk und Fernsehen wirkte Schneider freiberuflich als Liedtexter und schuf eine Vielzahl bekannter Lieder und Hits. Er war einer der erfolgreichsten und der in den elektronischen Medien und bei Liveveranstaltungen am häufigsten aufgeführte Lied- und Schlagertexter in der DDR. Seinen ersten Text schrieb er im Jahre 1955. In der Folge wuchs die Zahl auf 3000, die von ca. 400 Interpreten gesungen wurden. Die Skala seiner Themen reichte von Liebe und Alltag über Arbeit, Sport, Humor, Natur und Umwelt bis hin zu politischen und sozialen Problemen. Für sein Werk wurde Schneider mit dem Kunstpreis der DDR geehrt.
Gesangsinterpreten der DDR wie Uta Bresan („Ich wünsch mir mehr als die Nacht“), Chris Doerk („Jedes junge Mädchen wird mal geküsst“), Inka („Spielverderber“), Monika Herz („Kleiner Vogel“, „Charly, ade“), Olaf Berger („Es brennt wie Feuer“, „Es kommt so oder so“), Frank Schöbel („Looky, Looky“, „Gold in deinen Augen“, „Ja, der Fußball ist rund wie die Welt“, "Ich geh vom Nordpol zum Südpol"), Brigitte Ahrens („Wo ist die liebe Sonne“), das Gesangsduo Hauff und Henkler („Heut ist wieder Vollmond“) begannen mit seinen Texten ihre Karriere. Für den in der DDR populären Pionierchor Omnibus schrieb er mehrere Liedtexte (u. a. „Endlich Ferien“).
Texte von ihm wurden aber auch in der Bundesrepublik gesungen, zum Beispiel: Renate Holm („Lebe wohl, kleine Schwalbe“), Tina York („Gib dem Glück eine Chance“), Marika Kilius („Erst kam ein verliebter Blick“), Manuela („Wie viele Wege“, „Ich hab mich verliebt in dich“), die Jacob Sisters („Sonne und Regen“), das Hazy-Osterwald-Sextett („Looky, Looky“), Ted Herold („Bin schon vergeben“), Bruce Low („Ein Souvenir aus Berlin“), Ralf Bendix („Gott sei Dank ist sie schlank“) und andere. Einen guten Namen machte sich Dieter Schneider mit Nachdichtungen ausländischer Titel.
Interpreten wie Zsuzsa Koncz aus Budapest („Endlich, endlich“, „Farbstifte“), die Roten Gitarren aus Warschau („Anna Maria“), Lili Ivanova aus Sofia („Bunte Wagen“) oder Karel Gott aus Prag („Fällt ein Stern aufs Meer“) machten die bedeutendsten Lieder ihrer Heimat mit seinen deutschen Texten auch im deutschsprachigen Raum bekannt. Darüber hinaus gewann er viele Preise bei nationalen und internationalen Wettbewerben, wie dem „Goldenen Orpheus“ in Bulgarien und der „Bratislavská lýra“ in der Tschechoslowakei.
Fast ein Jahrzehnt war Dieter Schneider verantwortlicher Redakteur der Seemannsreihe Klock 8, achtern Strom, der Hafenbar aus dem Fernseh-Ostseestudio Rostock. Er war mit seinen Textbeiträgen und Liedern an der Gestaltung von Show-Blöcken in TV-Sendungen wie „Ein Kessel Buntes“, „Wenn schon, denn schon“, „Da liegt Musike drin“, „Alles singt“ und anderen maßgeblich beteiligt.
Im Zuge seiner Neuorientierung auf dem gesamtdeutschen Musikmarkt entstanden neue Lieder, z. B. für Dagmar Frederic, Edith Prock, Nella Martinetti, Gerd Christian, Wolfgang Edenharder und Toni Kraus.
Schneider starb am 22. September 2023 im Alter von 86 Jahren an den Spätfolgen von Kinderlähmung.

## Erfolgstitel
(Titel, Komponist, Interpret, Erscheinungsjahr)
- Aber Doktor, Karel Svoboda, Karel Gott, 1976
- Alle sind Geburtstagskinder, Ralf Petersen, Monika Herz, 1974
- Als die Sonne kam, Kurt Agt, Gerti Möller, 1970
- Anna Maria, 1972, Sewerin Krajewski, Rote Gitarren, 1972
- Auf Wiedersehn in Rostock, Siegfried Schäfer, Rica Déus & Horst Köbbert, 1968
- Bis es wieder kribbelt, Arndt Bause, Kerstin Rodger, 1984
- Bitte, geh doch, Arndt Bause, Frank Schöbel, 1966
- Blond wird groß geschrieben, Gerhard Siebholz, Britt Kersten, 1968
- Blonde Matrosen, Gerhard Siebholz, Britt Kersten, 1970
- Blonder Stern, Klaus Hugo, Frank Schöbel, 1964
- Bunte Wagen, Tontscho Russev, Lili Ivanova, 1981 / Dagmar Frederic, 1982
- C’est la vie, so ist das Leben, Frank Schöbel und Gerhard Siebholz, Frank Schöbel, 1975
- Charly, adé, Arndt Bause, Monika Herz, 1978
- Dennie, sie kommt nicht mehr, Hartmut Schulze-Gerlach, Monika Herz, 1979
- Die Erinnerung bleibt, Arndt Bause, Chris Doerk / Klaus Beyer, 1974 / 1992
- Die Lichter im Hafen, Wolfgang Kähne, Nina Lizell / Helga Zerrenz, 1967 / 68
- Die Liebe ist ein Haus, Andreas Falk, Regina Thoss, 1974
- Die Sonne kommt immer wieder, Frank Schöbel und Gerhard Siebholz, Chris Doerk, 1973
- Ein himmelblauer Trabant, Rudi Werion, Sonja Schmidt, 1971
- Ein silberweißes Boot, Hans Bath, Undine von Medvey, 1957
- Ein Souvenir aus Berlin, Klaus Hugo, Hartmut Eichler / Fred Bertelmann, 1964 / 65
- Einer ist für den andern da, Walter Eichenberg, Helga Brauer, 1966
- Endlich, endlich, Robert Lovás, Zsuzsa Koncz, 1970
- Erst kam ein verliebter Blick, Ralf Petersen, Michael Heymann / Marika Kilius, 1965 / 66
- Es brennt wie Feuer, Lothar Kehr, Olaf Berger, 1984
- Es kommt so oder so, Arnold Fritzsch, Olaf Berger, 1987
- Fällt ein Stern aufs Meer, Frank Schöbel, Karel Gott, 1975
- Frühling am Meer, Michael Hansen, Lili Ivanova, 1990 / Dagmar Frederic, 1991
- Gegensätze ziehn sich an, Arndt Bause, Ina-Maria Federowski, 1981
- Gib dem Glück eine Chance, Gerhard Siebholz, Hauff & Henkler / Tina York, 1974 / 75
- Gitarren im Mai, Ralf Petersen, Bärbel Wachholz, 1964
- Glaube an den Regenbogen, Bernd Uther, Edith Prock, 2000
- Glück steckt an, Wolfram Schöne, Klaus Sommer, 1969
- Gold in deinen Augen, Arndt Bause, Frank Schöbel, 1971
- Goldener Mond, Rudi Werion, Christian Schafrik, 1969
- Gott sei Dank ist sie schlank, Gerhard Siebholz, Achim Mentzel / Ralf Bendix, 1979 / 80
- Hab ich das alles nur geträumt, Arndt Bause, Hans-Jürgen Beyer, 1975
- Hallo, wie geht’s, Arndt Bause, Monika Herz, 1976
- Hätt’ ich noch mal die Wahl, Arndt Bause, Sandra Mo & Jan Gregor, 1976
- Haus ohne Kinder, Arndt Bause, Ina-Maria Federowski, 1983
- Heut ist wieder Vollmond, Gerhard Siebholz, Hauff & Henkler, 1972
- Heute tanzen alle jungen Leute, Klaus Hugo, Helga Brauer, 1959
- Hier ist mein Lied, Siegfried Jordan, Gerd Christian, 1989
- Ich bin immer für dich da, Klaus Hugo, Christian Schafrick, 1965
- Ich geh vom Nordpol zum Südpol, Arndt Bause, Frank Schöbel, 1972
- Ich hab mich verliebt in dich, Gerhard Siebholz, Manuela, 1973
- Ich möcht’ wieder zu Hause sein, Ralf Petersen, Roland Neudert, 1966
- Ich such mir meinen Bräutigam alleine aus, Rudi Werion, Karin Prohaska, 1979
- Ich wünsch mir mehr als die Nacht, Dieter Engel, Uta Bresan, 1988
- Immer wieder ein roter Mund, Ralf Petersen, Christian Schafrik, 1965
- Ja, der Fußball ist rund wie die Welt, Frank Schöbel und Gerhard Siebholz, Frank Schöbel, 1974
- Jedes junge Mädchen wird mal geküsst, Gerhard Siebholz, Chris Doerk, 1972
- Kariert, kariert, kariert, Frank Schöbel, Chris Doerk, 1970
- Kleiner Vogel, Arndt Bause, Monika Herz, 1977
- Lass die Rosen nicht verblühn, Michael Hansen, Lili Ivanova, 1990 / Dagmar Frederic, 1991
- Lebe wohl, kleine Schwalbe, Konrad Wolf, Renate Holm, 1958
- Lieb mich so wie dein Herz es mag, Frank Schöbel, Chris Doerk & Frank Schöbel, 1967
- Looky, Looky, Klaus Hugo, Frank Schöbel, 1964
- Mädchen, du bist schön, Frank Schöbel, Frank Schöbel, 1970
- Man lernt nie aus, Arndt Bause, Ina-Maria Federowski, 1981
- Männer müssen Männer sein, Gerhard Siebholz, Britt Kersten, 1972
- Meine erste Liebe, Ulrich Mann, Gerd Christian, 1987
- Mit Pauken und Trompeten, Gerhard Siebholz, Hauff & Henkler, 1977
- Morgenrot, Abendrot, Arndt Bause, Andreas Holm / Wolfgang Edenharder, 1974 / 2000
- Nicht zum Einsamsein geboren, Lothar Kehr, Peter Ehrlicher, 1987
- Nimm den Kuss als Souvenir, Klaus Hugo, Shirley / Regina Thoss, 1965 / 66
- Nimm den Zug, der Sehnsucht heißt, Arndt Bause, Aurora Lacasa, 1974
- Parken verboten, Arndt Bause, Ruth Brandin, 1964
- Party Twist, Günther Kretschmer, Frank Schöbel, 1964
- Rauchen im Wald ist verboten, Rudi Werion, Nina Lizell, 1969
- Roter Mohn wird wieder blühn, Klaus Hugo, Heidi Kempa, 1962
- Sand im Schuh, Horst Krüger, Gerti Möller, 1970
- Schlafe ein und fang die Träume, Katarzyna Gärtner, Gruppe 2 + 1 / Puhdys, 1975 / 76
- Schreib es mir in den Sand, Gabor Presser, Frank Schöbel, 1974
- Sie war das schönste Mädchen, Arndt Bause, Klaus Sommer, 1968
- Siehst du das Glück, Klaus Hugo, Hemmann-Quintett, 1958
- Sing auf allen Straßen, Martin Hoffmann, Gerd Michaelis-Chor, 1973
- Singen macht Laune, Arndt Bause, Helga Brauer, 1966
- Solang bei uns ’ne Knospe sprießt, Manfred Gustavus, Achim Mentzel, 1979
- Sonne und Regen, Siegfried Jordan, Jacob Sisters, 1965
- Solang die Liebe bleibt, Michael Hansen, Michael Hansen, 1984
- Sommernacht und roter Wein, Gerhard Siebholz, Hauff & Henkler, 1984
- Spatzen-Dixie, Klaus Hugo, Armin Kämpf, 1958
- Spielverderber, Arndt Bause, Inka / Die kleinen Prinzen, 1985 / 2000
- Spiel das Lied noch einmal, Gerhard Siebholz, Peter Albert, 1976
- Stell dein Herz auf Empfang, A. Danisch & K. Jens, Wilk & Friends, 1990
- Sterne kann ich tanzen sehn, Arndt Bause, Klaus Sommer / Jan Gregor, 1970 / 1976
- Tausend Farben wünsch ich mir, Martin Hoffmann, Pavel Novak, 1973
- Über enge, stille Wege, Arndt Bause, Chris Doerk, 1973
- Was wären wir ohne Lieder, Siegfried Jordan, Ekki Göpelt, 1981
- Weil ich immer allein bin, Konrad Wolf, Hartmut Eichler, 1958
- Wenn die Großstadt schlafen geht, Hans Bath, Klaus Gross, 1955
- Wenn die Rosen blühn, Hajo Fiebig, Paul Schröder, 1958
- Wenn du Abschied nimmst, Traditional, Klaus Gross / Sandra Mo & Jan Gregor, 1960 / 1976
- Wenn du gute Freunde hast, Martin Hoffmann, Dean Reed, 1974
- Wenn jemand dich liebt, Walter Geiger, Gitti & Erica, 1991
- Wer sagt denn, dass ich weine, Arndt Bause, Monika Herz, 1976
- Wir sehn uns in Berlin, Ralf Petersen, Monika Herz, 1973
- Zärtlichkeit, Christoph Martin, Ute & Jean, 1985
- Zuhaus bei Wilhelmina, Klaus Hugo, Mary Halfkath / Thomas Lück, 1961 / 1976
- Zwei Handvoll Träume, Holger Flesch & Norbert Endlich, H & N, 1984
- Zwei Küsse beim Nachhausegehn, Ralf Petersen, Ina Martell, 1965

## Diskographie
- Maßgeschneidert CD-Box, Bella Musica
- Jeder Tag hat ein Lied – Mein Schlager-Lesebuch, Textsammlung, Privat-Edition ISBN 3-00-019103-8.

## Pseudonyme
Joachim Hertz, Fred Kerstien, Thomas Kluth, Hein Sollinger, Michael Reißland, Fürchtegott Unverzagt.